# Patinação artística nos Jogos Olímpicos de Inverno de 1984 - Duplas
A competição de duplas da patinação artística nos Jogos Olímpicos de Inverno de 1984 foi disputado entre 15 duplas.

## Medalhistas
| Ouro   | URS Elena Valova / Oleg Vasiliev        |
| Prata  | USA Kitty Carruthers / Peter Carruthers |
| Bronze | URS Larisa Selezneva / Oleg Makarov     |

## Resultados
| #                 | Nome                                | País                   | PC | PL | TFP  |
| ----------------- | ----------------------------------- | ---------------------- | -- | -- | ---- |
| Medalha de ouro   | Elena Valova / Oleg Vasiliev        | URS União Soviética    | 1  | 1  | 1.5  |
| Medalha de prata  | Kitty Carruthers / Peter Carruthers | USA Estados Unidos     | 2  | 2  | 3.0  |
| Medalha de bronze | Larisa Selezneva / Oleg Makarov     | URS União Soviética    | 2  | 3  | 4.0  |
| 4                 | Sabine Baeß / Tassilo Thierbach     | GDR Alemanha Oriental  | 4  | 4  | 6.0  |
| 5                 | Birgit Lorenz / Knut Schubert       | GDR Alemanha Oriental  | 5  | 5  | 7.5  |
| 6                 | Jill Watson / Burt Lancon           | USA Estados Unidos     | 8  | 6  | 10.0 |
| 7                 | Barbara Underhill / Paul Martini    | CAN Canadá             | 6  | 7  | 10.0 |
| 8                 | Katherina Matousek / Lloyd Eisler   | CAN Canadá             | 9  | 8  | 12.5 |
| 9                 | Marina Avstriskaya / Yuri Kvashnin  | URS União Soviética    | 7  | 9  | 12.5 |
| 10                | Lea Ann Miller / William Fauver     | USA Estados Unidos     | 10 | 10 | 15.0 |
| 11                | Babette Preußler / Tobias Schröter  | GDR Alemanha Oriental  | 14 | 11 | 18.0 |
| 12                | Melinda Kunhegyi / Lyndon Johnston  | CAN Canadá             | 13 | 12 | 18.5 |
| 13                | Claudia Massari / Leonardo Azzola   | FRG Alemanha Ocidental | 11 | 13 | 18.5 |
| 14                | Susan Garland / Ian Jenkins         | GBR Grã-Bretanha       | 12 | 14 | 20.0 |
| 15                | Bo Luan / Bin Yao                   | CHN China              | 15 | 15 | 22.5 |

Legenda
| Recorde mundial      | Recorde mundial (World record)               |                       | Recorde africano                      | Recorde africano (African) |                                           | Q | Classificado por posição (Qualified) |
| Recorde olímpico     | Recorde olímpico (Olympic record)            | Recorde da América    | Recorde da América (Americas)         | q                          | Classificado por melhor tempo (Qualified) |   |                                      |
| Melhor marca do ano  | Melhor marca do ano (World leading)          | Recorde asiático      | Recorde asiático (Asian)              | DNS                        | Não largou (Did not start)                |   |                                      |
| Recorde nacional     | Recorde nacional (National record)           | Recorde europeu       | Recorde europeu (European)            | DNF                        | Não terminou (Did not finish)             |   |                                      |
| Recorde pessoal      | Recorde pessoal do atleta (Personal best)    | Recorde da Oceania    | Recorde da Oceania (Oceania)          | DSQ / DQ                   | Desclassificado (Disqualified)            |   |                                      |
| Recorde da temporada | Recorde da temporada do atleta (Season best) | Recorde sul-americano | Recorde sul-americano (South America) | NM                         | Sem marca (No mark)                       |   |                                      |